# FC Chornomorets Odessa
El FC Chornomorets Odessa (en ucraniano: ФК Чорноморець Одеса) es un club de fútbol de Ucrania con sede en la ciudad de Odesa. Fue fundado en 1936 y desde el año 2021 juega en la Primera Liga de Ucrania.

## Nombres anteriores
El equipo fue fundado con el nombre Dynamo Odessa, y en su historia ha cambiado de nombre en varias ocasiones, las cuales han sido:
- 1936: Dynamo Odessa
- 1940: Pischevik Odessa
- 1941: Spartak Odessa
- 1944: Pischevik Odessa
- 1953: Metallurg Odessa
- 1955: Pischevik Odessa
- 1958: Chernomorets Odessa[2]
- 1992: Luego de la caída de la Unión Soviética, fue registrado como un equipo no aficionado con el nombre Chornomorets Odesa

## Palmarés
- Copa de la Federación Soviética: 1

1990
- Copa de Ucrania: 2

1992, 1993–94
- Copa Intertoto: 0
  - Finalista: 1

2007

## Participación en competiciones de la UEFA
| Temporada | Torneo                | Ronda              | Club                | Resultado           |
| --------- | --------------------- | ------------------ | ------------------- | ------------------- |
| 1975–76   | UEFA Cup              | 1                  | Lazio               | 1–0, 0–3            |
| 1985–86   | UEFA Cup              | 1                  | Werder Bremen       | 2–1, 2–3            |
| 1985–86   | UEFA Cup              | 2                  | Real Madrid         | 1–2, 0–0            |
| 1990–91   | UEFA Cup              | 1                  | Rosenborg           | 3–1, 1–2            |
| 1990–91   | UEFA Cup              | 2                  | Monaco              | 0–0, 0–1            |
| 1992–93   | UEFA Cup Winners' Cup | Clasificatoria     | Vaduz               | 5–0, 7–1            |
| 1992–93   | UEFA Cup Winners' Cup | 1                  | Olympiacos          | 1–0, 0–3            |
| 1994–95   | UEFA Cup Winners' Cup | 1                  | Grasshoppers        | 0–3, 1–0            |
| 1995–96   | UEFA Cup              | Clasificatoria     | Hibernians          | 5–2, 2–0            |
| 1995–96   | UEFA Cup              | 1                  | Widzew Łódź         | 1–0, 0–1 (6–5 pen.) |
| 1995–96   | UEFA Cup              | 2                  | Lens                | 0–0, 0–4            |
| 1996–97   | UEFA Cup              | 2.ª Clasificatoria | HJK Helsinki        | 2–2, 2–0            |
| 1996–97   | UEFA Cup              | 1                  | Național Bucharest  | 0–0, 0–2            |
| 2006–07   | UEFA Cup              | 2.ª Clasificatoria | Wisła Płock         | 0–0, 1–1            |
| 2006–07   | UEFA Cup              | 1                  | Hapoel Tel Aviv     | 0–1, 1–3            |
| 2007      | UEFA Intertoto Cup    | 2                  | Shakhtyor Soligorsk | 4–2, 2–0            |
| 2007      | UEFA Intertoto Cup    | 3                  | Lens                | 0–0, 1–3            |
| 2013–14   | UEFA Europa League    | 2.ª Clasificatoria | Dacia Chișinău      | 2–0, 1–2            |
| 2013–14   | UEFA Europa League    | 3.ª Clasificatoria | Red Star Belgrade   | 3–1, 0–0            |
| 2013–14   | UEFA Europa League    | Playoff            | Skënderbeu Korçë    | 1–0, 0–1 (7–6 pen.) |
| 2013–14   | UEFA Europa League    | Grupos             | Ludogorets Razgrad  | 0–1, 1–1            |
| 2013–14   | UEFA Europa League    | Grupos             | PSV Eindhoven       | 0–2, 1–0            |
| 2013–14   | UEFA Europa League    | Grupos             | Dinamo Zagreb       | 2–1, 2–1            |
| 2013–14   | UEFA Europa League    | R32                | Lyon                | 0–0, 0–1            |
| 2014–15   | UEFA Europa League    | 3.ª Clasificatoria | RNK Split           | 0–2, 0–0            |